# Виллебранд, Эрнст Густав фон
Барон (с 1806) Эрнст Густав фон Виллебранд (швед. Ernst Gustaf von Willebrand, фин. Ernst Gustaf von Willebrand; 19 августа 1751, Каруна — 25 июня 1809, Або)  — шведский генерал-майор, Або-Бьёрнеборгский губернатор (1790—1806), землевладелец и предприниматель, активный сторонник присоединения Финляндии к России, участник Боргоского сейма.

## Биография
Родился в 1751 году в семье шведского офицера, носившего то же имя. С отличием участвовал в Русско-шведская война 1788—1790 годов на стороне Швеции. В 1790 году был назначен шведским губернатором Або-Бьёрнеборгской губернии и занимал эту должность вплоть до 1806 года. Будучи губернатором, Виллебранд был произведён в генерал-майоры (1792) и удостоен баронского титула (1806).
Барон Виллебранд был крупным землевладельцем и промышленником, владения которого были сосредоточены в Шведской Финляндии. Ему принадлежали лесопилки, мельницы и торговые корабли, фабрика по выделке сукна, для которой он впервые в финской истории закупил чесальные и прядильные машины, а также ключевая доля в основанной им в Або табачной фабрике. Он был членом Финляндского экономического общества и Музыкального общества Або.
Во время Русско-шведской войны 1808—1809 годов, происходившей на фоне политических неурядиц в Швеции, Виллебранд, не желая рисковать своим капиталом, одним из первых перешёл на сторону России. Он прибыл в Санкт-Петербург, где был представлен царю Александру I и был награждён орденом Святой Анны 1 степени (1808). Затем принимал участие в работе Боргоского сейма.
Скончался в 1809 году в Або и был похоронен в парке своей усадьбы (надгробие сохранилось).
В России его баронский титул был официально подтверждён и закреплён за его наследниками в 1819 году (бароны Виллебранд).